# Jurriën Rood
Jurriën Rood (1955) is een Nederlandse filosoof, filmregisseur en scenarioschrijver.

## Leven
Rood studeerde regie en scenario aan de Nederlandse Film en Televisie Academie in Amsterdam, van 1972 tot 1976. In 1993 en  1994 werkte hij als regisseur van de 13-delige tv-serie Pril Geluk bij het productiebedrijf van John de Mol.
Zijn grootste succes was de documentaire The Road to Bresson, vertoond op het Internationale Filmfestival van Cannes in 1984 (Un Certain Regard). 
In 2000 begon hij een studie filosofie aan de Universiteit van Amsterdam, in 2006 studeerde hij cum laude af met de scriptie 'Stanislavski meets embodied cognition'.
Jurriën Rood woont in Dresden en Amsterdam .

## Filmografie (selectie)
- 1975: Om de Tafel (Filmacademie, 30 min.) scenario & regie
- 1976: Kaspar en Hugo (Filmacademie, 30 min.) scenario & regie
- 1979: Twee vrouwen (Twice a Woman): scenario met George Sluizer, gebaseerd op de roman Twee vrouwen van Harry Mulisch
- 1981: Het 30 april-gevoel (scenario & regie), met o.a. Rijk de Gooyer
- 1984: The Road to Bresson (De weg naar Bresson) (doc, scenario en regie in samenwerking met Leo de Boer )
- 1987: De Orionnevel (scenario en regie)
- 1994: Pril geluk (regisseur), scenario: Edwin de Vries
- 1998: Celluloid blues (scenario en regie)
- 2009–2011: De Onbekende Politie (24 korte documentaires)[1]
- 2015: Die dag en die film (korte film, scenario en regie)

## Boeken
- Jurriën Rood: Wat is er mis met gezag? Een nieuwe visie op autoriteit (2013). Uitgeverij Lemniscaat, Rotterdam, ISBN 978-90-477-0525-3 .
- De kwestie Pegida – Journalistieke filosofie uit Dresden en Amsterdam (2016). ISVW-uitgevers, Leusden, ISBN 978-94-91693-77-9.
- Filosofie van de Jamsessie - Hoe we kunnen samenwerken in vrijheid. (2017) Uitgeverij Lemniscaat, Rotterdam, ISBN 978-90-477-0941-1 .
- Lentz – De man achter het persoonsbewijs. Een filosofische biografie. (2022) Noordboek, Gorredijk, ISBN 978-90-5615-820-0
- Dwaaltaal - aangenomen onwaarheden van onze tijd. (2023) Noordboek, Gorredijk, ISBN 978-94-6471-050-2 .
- Film en filosofie beantwoorden grote levensvragen. (2024) Noordboek, Gorredijk, ISBN 978-94-6471-238-4 .

## Weblinks
- Website: www.jurrienrood.nl
- Jurriën Rood op de IMdB
- De Onbekende Politie op YouTube

- Biblioteca Nacional de España: XX1785902
- Gemeinsame Normdatei: 1113554614
- International Standard Name Identifier: 0000 0000 6020 1817
- Nederlandse Thesaurus van Auteursnamen: 073784478
- Virtual International Authority File: 87574268